# Друга посланица Јованова
Апостол Јован који је надживео остале Апостоле па га друга генерација назива Стари у другој посланици обрађује две теме из прве :О братској љубави и упозорава оне који не признају да је Христос Обећани Месија.